# Hymn Czech
Kde domov můj (pol. „Gdzie mój dom”) – hymn państwowy Czech, który ustanowiony został 1 stycznia 1993 roku bezpośrednio po podziale Czechosłowacji na 2 osobne państwa, czyli na Czechy i na Słowację. Autorem słów jest Josef Kajetán Tyl, a kompozytorem – František Jan Škroup.
Autorzy czeskiego hymnu byli współautorami patriotycznej śpiewogry Fidlovačka (pierwsze dzieło sceniczne w języku czeskim), wystawionej jedynie dwukrotnie w praskim Teatrze Stanowym w latach 1834/1835 i to bez powodzenia, ale pieśń nr 12 z tego utworu Kde domov můj stała się popularna. Gdy w 1918 roku Czechosłowacja uzyskała niepodległość, utwór ten już żył własnym życiem. Od 1919 roku (z przerwą w latach 1939–1945) był wykonywany łącznie ze słowackim hymnem Nad Tatrou sa blýska, z którym tworzył hymn Czechosłowacji. W okresie międzywojennym istniała też oficjalna wersja niemiecka (nie jest to dosłowne tłumaczenie tekstu) i węgierska. Po uzyskaniu przez Słowację niepodległości w 1993 roku Kde domov můj? został hymnem narodowym Czech.
| Kde domov můj Kde domov můj, kde domov můj. Voda hučí po lučinách, bory šumí po skalinách, v sadě skví se jara květ, zemský ráj to na pohled! A to je ta krásná země, země česká, domov můj, země česká, domov můj! Kde domov můj, kde domov můj. V kraji znáš-li Bohu milém, duše útlé v těle čilém, mysl jasnou, vznik a zdar a tu sílu vzdoru zmar? To je Čechů slavné plémě, mezi Čechy domov můj, mezi Čechy domov můj! | Gdzie mój dom Gdzie jest mój dom, gdzie jest mój dom. Woda huczy wśród łąk, bory szumią pośród skał, w sadzie pyszni się wiosenny kwiat, widać że to ziemski raj! Oto jest ta piękna ziemia, ziemia czeska – mój dom, ziemia czeska – mój dom! Gdzie jest mój dom, gdzie jest mój dom. Czy znasz w ziemi, miłej Bogu, Wrażliwe dusze w zdrowych ciałach, Umysł jasny, powstanie i pomyślność, I siłę tę, zgubę przeciwności? Oto Czechów sławne plemię, Pośród Czechów jest mój dom, Pośród Czechów jest mój dom. |

Jako hymn narodowy funkcjonuje tylko pierwsza zwrotka.
Wersja polska, jako pełna z dwiema zwrotkami, upowszechniona w 1946 roku (wówczas jako część Hymnu Czechosłowacji):
Gdzie kraj jest mój, gdzie kraj jest mój?
Wody się po łąkach pienią,
Szumią skały drzew zielenią,
W gaju wiosny kwiat się lśni,
Ach spójrz, ziemski raj się śni!
Widzisz piękną czeską ziemię
Mą ojczyznę i kraj mój,
Mą ojczyznę i kraj mój!
Gdzie dom jest mój, gdzie dom jest mój?
Znaszli kraj ów Bogu miły,
Bystrych duchów, woli siły,
Jasnych myśli, gdzie z lubości
Moc i twórczość w duszach gości:
To jest Czechów sławne plemię,
Pośród Czechów dom jest mój,
Pośród Czechów dom jest mój!